# Hsu Hsin-liang

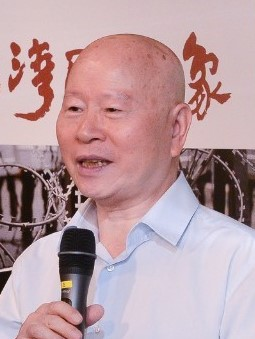
Hsu im Jahr 2019

Hsu Hsin-liang (chinesisch: 許信良 Hsǔ Xìnliáng, Hakka: Hí Sin-liòng, taiwanisch:Khó͘ Sìn-liông; * 27. Mai 1941 in Zhongli) ist ein taiwanischer Politiker und ehemaliger Vorsitzender der Demokratischen Fortschrittspartei (DPP).

## Frühe Karriere
Hsu Hsin-liang wurde zur Zeit der japanischen Herrschaft über Taiwan am 27. Mai 1941 in Zhongli (heute zur Stadt Taoyuan gehörig) geboren. Er entstammt einer ländlichen Grundbesitzerfamilie und gehört der Volksgruppe der Hakka an.
Hsu trat im Alter von 18 Jahren in die autoritär regierende Kuomintang (KMT) ein und studierte Politikwissenschaft an der Chengchi-Nationaluniversität (Abschluss 1967) und der University of Edinburgh (Master-Abschluss 1969). Die Zeit im Ausland beeinflusste Hsus politische Einstellung und er begann die Einparteien-Herrschaft der KMT in Taiwan kritisch zu sehen.
Nach seiner Rückkehr nach Taiwan schloss er sich dem Reformen befürwortenden Flügel der Kuomintang an und begann, unter anderem in der Zeitschrift The Intellectual (大學雜誌), Texte zur Politik zu veröffentlichen, in denen er sich für die Demokratisierung Taiwans aussprach. Zwischen 1973 und 1977 gehörte er der Provinzialversammlung Taiwans (臺灣省參議會) an.

## Zhongli-Vorfall und Dangwai-Bewegung
Ende 1977 beschloss Hsu, für das Amt des Kreisvorstehers im Landkreis Taoyuan zu kandidieren. Aufgrund seiner fortwährend kritischen Haltung zur Partei untersagte ihm die Kuomintang die Teilnahme an der Wahl und stellte einen anderen Kandidaten auf. Als Hsu trotzdem seine Kandidatur bekanntgab, wurde er aus der KMT ausgeschlossen und trat als Parteiloser an. Bei der Wahl am 19. November 1977 kam es nach öffentlich gewordenem Wahlbetrug in Zhongli zu Zusammenstößen zwischen Demonstranten und der Polizei, dem Zhongli-Vorfall. Nach der Gesamtauszählung der Stimmen stand Hsu Hsin-liang als Sieger fest.
Im Januar 1979 wurde Hsu seines Amtes als Kreisvorsteher enthoben, nachdem er an einer regierungskritischen Demonstration in Qiaotou (Kaohsiung) teilgenommen hatte. Er schloss sich nun offen der oppositionellen Dangwai-Bewegung an und war Mitbegründer der Zeitschrift Formosa. Nach dem Kaohsiung-Vorfall am 10. Dezember 1979 wurden führende Oppositionelle und Mitarbeiter der Zeitschrift verhaftet. Hsu Hsin-liang, der sich gerade in den USA aufhielt, wurde die Rückkehr nach Taiwan verboten.

## Exil und Rückkehr nach Taiwan
Im Ausland arbeitete Hsu mit Exiltaiwanern unterschiedlicher politischer Ausrichtung zusammen und war ein Mitherausgeber der Formosa-Wochenzeitschrift (美麗島週報). Seine eigenen Positionen schwankten zwischen einer Unterstützung der Taiwanischen Unabhängigkeitsbewegung und gemäßigteren Positionen. So trat er im Jahr 1985 der in den USA gegründeten linksgerichteten Taiwanischen Revolutionspartei (台灣革命黨) bei, die eine Demokratisierung Taiwans durch einen revolutionären Umsturz anstrebte. Doch schon im folgenden Jahr trat er wieder aus und vertrat den Standpunkt, dass die Kuomintang nicht zwingend beseitigt werden müsse, sofern sie sich glaubhaft demokratisieren werde.
Nun strebte Hsu die Gründung einer eigenen Partei an, gab diesen Plan jedoch nach der Gründung der Demokratischen Fortschrittspartei (DPP) in Taiwan auf. Am 30. November 1986 versuchte Hsu gemeinsam mit Hsieh Tsung-min und Lin Shui-chuan, zwei weiteren Dissidenten, an Bord eines Flugzeugs der Cathay Pacific von Tokio aus nach Taiwan zurückzukehren. Aufgrund der Ankündigung der Kuomintang-Regierung, sie nicht einreisen zu lassen, wurden sie am Besteigen des Flugzeugs gehindert. Daraufhin kam es am Chiang-Kai-shek-Flughafen (heute Flughafen Taiwan Taoyuan) zu Zusammenstößen zwischen Anhängern der DPP, die die Dissidenten erwartet hatten, und der Polizei.
Am 5. Oktober 1989 reiste Hsu an Bord eines chinesischen Fischerbootes illegal nach Taiwan ein. Er wurde kurz darauf festgenommen und wegen Anstiftung zum Umsturz zu zehn Jahren Haft verurteilt. Am 20. Mai 1990 wurde ihm von Präsident Lee Teng-hui Amnestie gewährt und er konnte der DPP beitreten.

## Parteivorsitz und Parteiaustritt

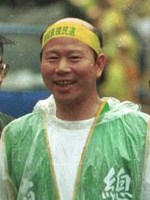
Hsu auf einer Demonstration für direkte Präsidentenwahlen 1992

Hsu Hsin-liang wurde am 12. November 1991 zum vierten Vorsitzenden der DPP gewählt und hatte dieses Amt bis Ende 1993 inne. Im Jahr 1995 strebte er die Kandidatur bei der ersten freien und direkten Präsidentenwahl an, musste sich in der parteiinternen Vorausscheidung jedoch Peng Ming-min geschlagen geben. Nach dessen Wahlniederlage wurde Hsu 1996 zum zweiten Mal Parteivorsitzenden der DPP gewählt. In der Folgezeit befürwortete er eine Politik der Verständigung mit Präsident Lee und vertrat in der Frage der Unabhängigkeit Taiwans einen gemäßigten Standpunkt. Nach dem Ende seiner Amtszeit 1998 verfolgte er das Ziel, an der nächsten Präsidentenwahl im Jahr 2000 teilzunehmen. Als die DPP sich auf Chen Shui-bian als Kandidaten festlegte, verließ Hsu die Partei und trat als unabhängiger Kandidat an, erhielt aber nur 0,63 % der Stimmen.
Nach seiner Wahl zum Präsidenten berief Chen Shui-bian Hsu in seinen Beraterstab, dem letzterer zwei Jahre lang angehörte. Danach entwickelte sich Hsu zu einem scharfen Kritiker Chens, dem er einen zu kompromisslosen Umgang mit der Volksrepublik China vorwarf. Im Wahlkampf vor der Präsidentenwahl 2004 unterstützte er den Kuomintang-Kandidaten Lien Chan. Nach der Wahl gehörte Hsu zu denen, die aufgrund der Umstände (Attentat auf Chen am Vortag der Wahl, knappes Wahlergebnis) die Rechtmäßigkeit der Wahl anzweifelten und protestierten. Hierbei führte er vor dem Präsidentenpalast einen dreitägigen Hungerstreik durch.
Danach trat Hsu für die Vereinigung Taiwans mit China nach dem Vorbild der Europäischen Union oder des von China propagierten Ein Land, zwei Systeme ein. Ende 2004 kandidierte er erfolglos für den Einzug ins taiwanische Parlament, den Legislativ-Yuan. Bei der Präsidentenwahl 2008 unterstützte Hsu den Kandidaten der DPP Hsieh Chang-ting, den er für geeigneter als den KMT-Kandidaten Ma Ying-jeou erachtete.

## Wiedereintritt in die DPP
Nach dem Ende der Amtszeit des von ihm kritisierten Präsidenten Chen trat Hsu im Mai 2008 wieder in die DPP ein. Im Jahr 2011 nahm Hsu an der parteiinternen Vorausscheidung der DPP für die Präsidentenwahl 2012 teil, musste sich jedoch Tsai Ing-wen geschlagen geben. Im folgenden Jahr bewarb er sich um den Parteivorsitz, zog aber bei der Wahl gegen Su Tseng-chang den Kürzeren.
Hsus politisches Schwerpunktthema sind heute die Beziehungen zwischen Taiwan und China. Er sprach sich für eine wirtschaftliche Annäherung über die Taiwanstraße hinweg aus und forderte seine Partei auf, den Dialog mit China zu suchen, statt ihn nur der Kuomintang zu überlassen.
Seit 2016 ist Hsu der Direktor der Foundation on Asia-Pacific Peace Studies (亞太和平研究基金會).

## Privates
Hsu Hsin-liang ist verheiratet und Vater von zwei Töchtern und zwei Söhnen. Seine Frau Hsu Chung Pi-hsia (許鍾碧霞) war von 1999 bis 2002 Abgeordnete der DPP im Legislativ-Yuan, dem taiwanischen Parlament.